# Röttingen
Röttingen è un comune tedesco di 1 663 abitanti, situato nel land della Baviera.

## Amministrazione

### Gemellaggi
- Bad Mitterndorf - Austria